# Benzizoxazol
Benzizoxazolul este un compus heterociclic cu formula chimică C
7H
5NO și prezintă un nucleu benzenic condensat cu unul izoxazolic.

## Obținere
Benzizoxazolul poate fi preparat din salicilaldehidă, printr-o reacție cu acidul hidroxilamin-O-sulfonic care este catalizată în mediu alcalin (bicarbonat de sodiu):

## Proprietăți
Prezintă caracter aromatic, ceea ce îi conferă o anumită stabilitate. Prezintă un caracter bazic slab.